# Q-символ Похгаммера
Q-символ Похгаммера, який називають також зсунутим q-факторіалом — q-аналог символу Похгаммера і визначається він як
{\displaystyle (a;q)_{n}=\prod _{k=0}^{n-1}(1-aq^{k})=(1-a)(1-aq)(1-aq^{2})\cdots (1-aq^{n-1})} ,
при цьому
{\displaystyle (a;q)_{0}=1}
за визначенням. Q-символ Похгаммера є головним будівельним блоком у побудові q-аналогів. Наприклад, у теорії базисних гіпергеометричних рядів q-символ Похгаммера відіграє роль, як і звичайний символ Похгаммера в теорії узагальнених гіпергеометричних рядів.
На відміну від звичайного символу Похгаммера, q-символ Похгаммера можна розширити до нескінченного добутку:
{\displaystyle (a;q)_{\infty }=\prod _{k=0}^{\infty }(1-aq^{k}).}
Це аналітична функція від q всередині одиничного кола і може сприйматися як формальний степеневий ряд від q. Окремий випадок
{\displaystyle \varphi (q)=(q;q)_{\infty }=\prod _{k=1}^{\infty }(1-q^{k})}
відомий як функція Ейлера і грає важливу роль в комбінаториці, теорії чисел і теорії модулярних форм .

## Тотожності
Скінченний добуток можна виразити через нескінченний:
{\displaystyle (a;q)_{n}={\frac {(a;q)_{\infty }}{(aq^{n};q)_{\infty }}},}
що розширює визначення для від'ємних цілих n. Таким чином, для невід'ємного n маємо
{\displaystyle (a;q)_{-n}={\frac {1}{(aq^{-n};q)_{n}}}=\prod _{k=1}^{n}{\frac {1}{(1-a/q^{k})}}}
і
{\displaystyle (a;q)_{-n}={\frac {(-q/a)^{n}q^{n(n-1)/2}}{(q/a;q)_{n}}}.}
Q-символ Похгаммера бере участь у багатьох тотожностях з q-рядами, зокрема в нескінченному розширенні рядів
{\displaystyle (x;q)_{\infty }=\sum _{n=0}^{\infty }{\frac {(-1)^{n}q^{n(n-1)/2}}{(q;q)_{n}}}x^{n}}
і
{\displaystyle {\frac {1}{(x;q)_{\infty }}}=\sum _{n=0}^{\infty }{\frac {x^{n}}{(q;q)_{n}}}} ,
які є окремими випадками q-біноміальної теореми:
{\displaystyle {\frac {(ax;q)_{\infty }}{(x;q)_{\infty }}}=\sum _{n=0}^{\infty }{\frac {(a;q)_{n}}{(q;q)_{n}}}x^{n}.}
Фрідріх Карпелевич знайшов таку тотожність (див. доведення в статті Ольшанецького і Рогова):
{\displaystyle {\frac {(q;q)_{\infty }}{(z;q)_{\infty }}}=\sum _{n=0}^{\infty }{\frac {(-1)^{n}q^{n(n+1)/2}}{(q;q)_{n}(1-zq^{n})}},\ |z|<1.}

## Комбінаторна інтерпретація
Q-символ Похгаммера тісно пов'язаний з нумераційною комбінаторикою розбиттів. Коефіцієнт при {\displaystyle q^{m}a^{n}} в
{\displaystyle (a;q)_{\infty }^{-1}=\prod _{k=0}^{\infty }(1-aq^{k})^{-1}}
дорівнює числу розбиттів m на не більше ніж n частин.
Оскільки це те ж саме, що розбиття m на частини, кожна з яких не перевищує n, отримуємо таку тотожність:
{\displaystyle (a;q)_{\infty }^{-1}=\sum _{k=0}^{\infty }\left(\prod _{j=1}^{k}{\frac {1}{1-q^{j}}}\right)a^{k}=\sum _{k=0}^{\infty }{\frac {a^{k}}{(q;q)_{k}}}} ,
як в розділі вище.
Коефіцієнт при {\displaystyle q^{m}a^{n}} в
{\displaystyle (-a;q)_{\infty }=\prod _{k=0}^{\infty }(1+aq^{k})}
дорівнює числу розбиттів числа m на n або n -1 різних частин.
Якщо видалити трикутне розбиття з n — 1 частинами з такого розбиття, ми залишимося з деяким розбивкою на не більше ніж n частин. Це дає бієкцію зі збереженням ваги між множиною розбиттів на n або n — 1 різних частин і множиною пар, що складаються з трикутного розбиття, яке містить n — 1 частин, і розбиття на не більше ніж n частин. Це приводить до тотожності:
{\displaystyle (-a;q)_{\infty }=\prod _{k=0}^{\infty }(1+aq^{k})=\sum _{k=0}^{\infty }\left(q^{k \choose 2}\prod _{j=1}^{k}{\frac {1}{1-q^{j}}}\right)a^{k}=\sum _{k=0}^{\infty }{\frac {q^{k \choose 2}}{(q;q)_{k}}}a^{k}}
також описану вище. Обернена (в сенсі 1/f) функція для {\displaystyle (q)_{\infty }:=(q;q)_{\infty }} виникає аналогічним чином як твірна функція для функції розбиття числа, {\displaystyle p(n)}, яка також розкладається в такі два q-ряди:
{\displaystyle {\frac {1}{(q;q)_{\infty }}}=\sum _{n\geq 0}p(n)q^{n}=\sum _{n\geq 0}{\frac {q^{n}}{(q;q)_{n}}}=\sum _{n\geq 0}{\frac {q^{n^{2}}}{(q;q)_{n}^{2}}}.}
Q-біноміальна теорема саму можна довести за допомогою трохи більшого використання схожих комбінаторних аргументів.

## Домовленість про множинні аргументи
Оскільки в тотожностях, що використовують q-символ Похгаммера, часто використовується добуток багатьох символів, домовились записувати добуток у вигляді одного символу з декількома аргументами:
{\displaystyle (a_{1},a_{2},\ldots ,a_{m};q)_{n}=(a_{1};q)_{n}(a_{2};q)_{n}\ldots (a_{m};q)_{n}.}

## Q-ряди
Q -ряд — це ряд, у якому коефіцієнти є функціями від q, зазвичай у вигляді виразів з {\displaystyle (a;q)_{n}}. Ранні результати належать Ейлеру, Гауссу і Коші. Систематичне вивчення почав Едуард Гейне (1843).

## Зв'язок з іншимиq-функціями
{\displaystyle \lim _{q\rightarrow 1}{\frac {1-q^{n}}{1-q}}=n,}
ми визначаємо q-аналог числа n, відомий також як q-дужка або q-число числа n, рівним
{\displaystyle [n]_{q}={\frac {1-q^{n}}{1-q}}.}
Звідси ми можемо визначити q-аналог факторіала, q-факторіал
Знову можна виявити, що звичайний факторіал дорівнює границі при q, яке прямує до 1. Це можна інтерпретувати як число прапорів у n-вимірному векторному просторі над полем з q елементами, а перехід q в границі до 1 дає інтерпретацію упорядкування як прапора у векторному просторі над полем з одним елементом.
Добуток від'ємних цілих q-дужок можна виразити в термінах q-факторіала так:
{\displaystyle \prod _{k=1}^{n}[-k]_{q}={\frac {(-1)^{n}\,[n]_{q}!}{q^{n(n+1)/2}}}}
Від q-факторіалів можна перейти до визначення q-біноміальних коефіцієнтів, відомих також як гауссові коефіцієнти, гауссові многочлени або гауссові біноміальні коефіцієнти, в такий спосіб
{\displaystyle {\begin{bmatrix}n\\k\end{bmatrix}}_{q}={\frac {[n]_{q}!}{[n-k]_{q}![k]_{q}!}},}
звідки легко бачити, що трикутник цих коефіцієнтів симетричний у тому сенсі, що {\displaystyle {\begin{bmatrix}n\\m\end{bmatrix}}_{q}={\begin{bmatrix}n\\n-m\end{bmatrix}}_{q}} для всіх {\displaystyle 0\leqslant m\leqslant n} .
Можна показати, що
{\displaystyle {\begin{aligned}{\begin{bmatrix}n+1\\k\end{bmatrix}}_{q}&={\begin{bmatrix}n\\k\end{bmatrix}}_{q}+q^{n-k+1}{\begin{bmatrix}n\\k-1\end{bmatrix}}_{q}\\&={\begin{bmatrix}n\\k-1\end{bmatrix}}_{q}+q^{k}{\begin{bmatrix}n\\k\end{bmatrix}}_{q}.\end{aligned}}}
З наведених вище рекурсивних відношень можна помітити, що такі варіанти {\displaystyle q}-біноміальної теореми є розширеннями в термінах цих коефіцієнтів:
{\displaystyle {\begin{aligned}(z;q)_{n}&=\sum _{j=0}^{n}{\begin{bmatrix}n\\j\end{bmatrix}}_{q}(-z)^{j}q^{\binom {j}{2}}=(1-z)(1-qz)\cdots (1-zq^{n-1})\\(-q;q)_{n}&=\sum _{j=0}^{n}{\begin{bmatrix}n\\j\end{bmatrix}}_{q^{2}}q^{j}\\(q;q^{2})_{n}&=\sum _{j=0}^{2n}{\begin{bmatrix}2n\\j\end{bmatrix}}_{q}(-1)^{j}\\{\frac {1}{(z;q)_{m+1}}}&=\sum _{n\geq 0}{\begin{bmatrix}n+m\\n\end{bmatrix}}_{q}z^{n}.\end{aligned}}}
Можна отримати q-аналог гамма-функції, званий q-гамма-функцією і визначений як
{\displaystyle \Gamma _{q}(x)={\frac {(1-q)^{1-x}(q;q)_{\infty }}{(q^{x};q)_{\infty }}}}
Функція збігається до звичайної гамма-функції при q, яке прямує до 1 зсередини диска. Зауважимо, що
{\displaystyle \Gamma _{q}(x+1)=[x]_{q}\Gamma _{q}(x)}
для будь-якого x і
{\displaystyle \Gamma _{q}(n+1)=[n]_{q}!{\frac {}{}}.}
для невід'ємних цілих значень n. Альтернативно, функцію можна взяти як розширення q-факторіала в системі дійсних чисел.